# Rojin Sharafi
Rojin Sharafi (* 1995 in Teheran) ist eine iranische Komponistin, Klangkünstlerin und Tonmeisterin.

## Leben
Sharafi wuchs in Teheran auf. 2014 übersiedelte sie nach Wien, um an der Universität für Musik und darstellende Kunst in Wien Komposition zu studieren. Sie schloss zudem eine Ausbildung als Tonmeisterin ab. Die Faszination für verschiedene Musikgenres stammt aus ihrer Teenagerzeit, als sie eine Leidenschaft für alternative Rock- und Heavy-Metal-Bands entwickelte. Außerdem begann sie früh, volkstümliche Musik aus verschiedenen Regionen Irans zu sammeln. Rojin Sharafi lebt und arbeitet in Wien.

## Werk
Sharafi setzt sich in ihren Projekten und Arbeiten mit akustischen, elektroakustischen und elektronischen Ansätzen für kleine und große Besetzungen auseinander. Ihre Musik entwickelt sich entlang verschiedener Genres wie Noise, Folk, Ambient, Metal und zeitgenössischer Musik. Fusion-Textur, erzählerische Schichten und formalistische Ansätze sind ihre musikalischen Markenzeichen. Außerdem fließen Interesse für interdisziplinäre Werke, u. a. Videoart, Modedesign und Performance, in die kompositorische Arbeit ein. Sharafi spricht in diesem Zusammenhang von einer interdisziplinären Genre-Ästhetik. Ihre musikalische Sprache ist in jedem Stück sowohl vertikal als auch horizontal in den Instrumenten angelegt. In diesem Zusammenhang arbeitet sie verschiedene Klangfarben, Pausen und Stille aus und definiert ihr Tonmaterial, das von Projekt zu Projekt variieren kann. Mikrotonale Systeme und polyrhythmische Motive sind Bestandteile ihrer Werke. Sie veröffentlichte bisher zwei Alben auf Zabte Sote, einem Label für experimentelle Musik von Künstlern aus dem Iran.
Die Kuratorin und Musikjournalistin Shilla Strelka schreibt über Sharafis Kompositionen: „Sie öffnen den Blick auf andere künstlerische Sparten, integrieren unterschiedliche Medien und werfen Stile, Genres und Epochen durcheinander. Dabei bilden sie die unterschiedlichen Einflüsse und Inspirationsquellen der Künstlerin ab.“
Sharafi arbeitete  mit dem Black Page Orchestra, Ensemble Phoenix Basel und Ensemble Platypus zusammen. Sie trat u. a. bei Festivals wie SET x CTM 2018 in Tehran, Unsafe+Sounds, and Hyperreality in Wien auf.

## Preise
- Österreichischer Komponistinnen Preis (2018)[9]